# 賀茂朝臣氏
賀茂朝臣氏（かものあそんうじ）は、賀茂（かも）を氏の名、朝臣（あそん）を姓とする日本の氏族。

## 概要
大鴨積命（大賀茂津美命・大賀茂都美命）を始祖とし、三輪系氏族の一派に属する。大鴨積命は大物主神（三輪明神）の子または後裔の大田田根子の孫で、『先代旧事本紀』によると速須佐之男命の11世の孫である。大和国（葛城）葛上郡の「鴨」（高鴨神社・鴨都波神社・葛木御歳神社付近。現・奈良県御所市）を本貫とする。
大鴨積命は鴨の地に祖神の事代主神を祀った鴨都波神社を建てたことから、「鴨君」（かものきみ）の姓を賜与された。なお、現在鴨の地にある高鴨神社・鴨都波神社の祭神である阿遅志貴高日子根命（迦毛之大御神）や積羽八重事代主命は、鴨氏の祖神であるとされている。
上古には「鴨君」・「甘茂君」と表記し、姓は君であったが、壬申の乱の功臣である鴨蝦夷（賀茂蝦夷）を出し、天武天皇13年（684年）に「賀茂朝臣」（かものあそん）姓を賜与された。その後、奈良時代から平安時代初期にかけては朝廷の官人として仕え、奈良時代には「高賀茂朝臣」の姓を賜与された者もいた。
『加茂氏系図』、『尊卑分脈』等には、実際には賀茂蝦夷の子である賀茂吉備麻呂を吉備真備と同一視し、その後裔が賀茂朝臣氏であると記されているが、後世の仮冒である。
平安時代中期には陰陽頭の賀茂忠行・賀茂保憲父子を輩出し、その弟子である安倍晴明の安倍氏（後の土御門家）と並んで陰陽道の宗家となり、子孫は暦道を伝えた。賀茂忠行の子には儒学者に転じた慶滋保胤、保憲の子には家学の暦道を継いだ賀茂光栄がいる。
室町時代には、嫡流が勘解由小路家を称して堂上家となり代々陰陽頭を務めたが、戦国時代から江戸時代初期にかけて断絶した。なお、庶流の幸徳井家は江戸時代も地下家として続き、江戸時代初期は陰陽頭を務めるが、幸徳井友傳の死後、安倍氏系の土御門泰福に陰陽道宗家の地位を奪われ、江戸時代中期以降は陰陽寮の次官にあたる陰陽助を務めた。